# Thom de Boer
| Persoonlijke informatie   | Persoonlijke informatie | Persoonlijke informatie |
| ------------------------- | ----------------------- | ----------------------- |
| Bijnamen                  | Thomas Berge            | Thomas Berge            |
| Geboortedatum             | 24 december 1991        | 24 december 1991        |
| Geboorteplaats            | Alkmaar                 | Alkmaar                 |
| Nationaliteit             | Nederland               | Nederland               |
| Lengte                    | 196 cm                  | 196 cm                  |
| Gewicht                   | 90 kg                   | 90 kg                   |
| Sportieve informatie      |                         |                         |
| Slag(en)                  | Vrije slag, vlinderslag | Vrije slag, vlinderslag |
| Club                      | De Dolfijn              | De Dolfijn              |
| Trainer/Coach             | Job van Duijnhoven      | Job van Duijnhoven      |
| Internationale toernooien |                         |                         |
| Debuut                    | EK 2017                 | EK 2017                 |
| WK kortebaan              | 1x - 1x - 3x            | 1x - 1x - 3x            |
| EK kortebaan              | 3x - 0x - 1x            | 3x - 0x - 1x            |

Thom de Boer (Alkmaar, 24 december 1991) is een Nederlands zwemmer gespecialiseerd in de 50 meter vrije slag en vlinderslag. Hij traint sinds 2020  onder leiding van Job van Duijnhoven; daarvoor trainde hij onder leiding van Rob Schut. De Boer maakte in 2017 zijn internationale debuut in een groot toernooi tijdens de Europese kampioenschappen kortebaanzwemmen in Kopenhagen. Op 3 december 2020 verbeterde hij het nationaal record op de 50 meter vrije slag en kwalificeerde zich daarmee voor de Olympische Spelen van Tokio.

## Internationale toernooien
| Jaar  | Olympische Spelen                        | WK langebaan                                      | WK kortebaan | EK langebaan                                                 | EK kortebaan |
| ----- | ---------------------------------------- | ------------------------------------------------- | --- | ------------------------------------------------------------ | --- |
| 2020* | 08e 50m vrije slag 12e 4×100m vrije slag |                                                   | 4e 4x100m vrije slag · 4x50m vrije slag gemengd · 4x50m wisselslag gemengd · 4x50m vrije slag · 5e 50m vrije slag · | 08e 4x100m vrije slag 14e 50m vlinderslag 04e 50m vrije slag | |
| 2021  |                                          |                                                   | |                                                              | 4x50m vrije slag · 4x50m wisselslag · 5e 50m vrije slag · 4x50m vrije slag gemengd · 4x50m wisselslag gemengd · |
| 2022  |                                          | 12e 50m vrije slag                                | 4x50m vrije slag · 4×50m vrije slag gemengd ·                                                                       | 6e 50m vrije slag                                            | |
| 2023  |                                          |                                                   | |                                                              | 4e 4x50m vrije slag · 4x50m wisselslag** ·                                                                      |
| 2024  |                                          | 17e 50m vrije slag 6e 4×100m vrije slag gemengd** | |                                                              | |

 *) De internationale toernooien die in 2020 zouden plaatsvinden werden vanwege de coronapandemie uitgesteld tot 2021.

 **) De Boer zwom alleen de series.

## Persoonlijke records
Bijgewerkt tot en met 5 juli 2021 
Kortebaan
| Afstand          | Tijd     | Datum         | Plaats    |
| ---------------- | -------- | ------------- | --------- |
| 50m vrije slag   | NR 20,84 | 4 juli 2021   | Amsterdam |
| 100m vrije slag  | NR 46,76 | 4 juli 2021   | Amsterdam |
| 50m vlinderslag  | 22,87    | 4 juli 2021   | Amsterdam |
| 100m vlinderslag | 53,05    | 20 april 2019 | Amsterdam |

Langebaan
| Afstand          | Tijd     | Datum           | Plaats    |
| ---------------- | -------- | --------------- | --------- |
| 50m vrije slag   | NR 21,58 | 3 juli 2021     | Amsterdam |
| 100m vrije slag  | 49,42    | 5 december 2020 | Rotterdam |
| 50m vlinderslag  | 23,19    | 3 juli 2021     | Amsterdam |
| 100m vlinderslag | 55,02    | 9 april 2016    | Eindhoven |